# 237
El año 237 (CCXXXVII) fue un año común comenzado en domingo del calendario juliano, en vigor en aquella fecha.
En el Imperio romano el año fue nombrado como el del consulado de Perpetuo y Félix o, menos comúnmente, como el 990 Ab urbe condita, siendo su denominación como 237 posterior, de la Edad Media, al establecerse el Anno Domini.

## Acontecimientos
- Ardacher I de Persia renueva sus ataques a la provincia romana de Mesopotamia.
- El patriarca Eugenio I sucede al patriarca Flavio Castino como Patriarca de Constantinopla.
- San Babil se convierte en Patriarca de Antioquía.